# Шарлотт-Голл (Меріленд)
Шарлотт-Голл (англ. Charlotte Hall) — переписна місцевість (CDP) в США, в окрузі Чарлз штату Меріленд. Населення — 1388 осіб (2020).

## Географія
Шарлотт-Голл розташований за координатами 38°28′6″ пн. ш. 76°46′58″ зх. д. / 38.46833° пн. ш. 76.78278° зх. д. (38.468197, -76.782690).  За даними Бюро перепису населення США в 2010 році переписна місцевість мала площу 13,15 км², з яких 13,12 км² — суходіл та 0,02 км² — водойми.

## Демографія
Згідно з переписом 2010 року, у переписній місцевості мешкало 1420 осіб у 333 домогосподарствах у складі 245 родин. Густота населення становила 108 осіб/км².  Було 344 помешкання (26/км²).
Расовий склад населення:
| - 78,1 % — білих - 18,5 % — чорних або афроамериканців - 0,7 % — азіатів - 0,5 % — корінних американців - 0,2 % — вихідців з тихоокеанських островів |

До двох чи більше рас належало 1,6 %. Частка іспаномовних становила 1,8 % від усіх жителів.
За віковим діапазоном населення розподілялося таким чином: 21,1 % — особи молодші 18 років, 43,6 % — особи у віці 18—64 років, 35,3 % — особи у віці 65 років та старші. Медіана віку мешканця становила 51,4 року. На 100 осіб жіночої статі у переписній місцевості припадало 152,2 чоловіків;  на 100 жінок у віці від 18 років та старших — 176,1 чоловіків також старших 18 років.
Середній дохід на одне домашнє господарство  становив 71 916 доларів США (медіана — 75 625), а середній дохід на одну сім'ю — 97 009 доларів (медіана — 89 886). За межею бідності перебувало 2,9 % осіб, у тому числі 0,0 % дітей у віці до 18 років та 5,8 % осіб у віці 65 років та старших.
Цивільне працевлаштоване населення становило 441 осіб. Основні галузі зайнятості: будівництво — 29,7 %, мистецтво, розваги та відпочинок — 19,3 %, публічна адміністрація — 12,5 %, освіта, охорона здоров'я та соціальна допомога — 11,8 %.